# Station Moerbeke-Waas
Het Station Moerbeke-Waas was de vertrekplaats van diverse aanbieders van openbaar vervoer. Het huidige stationsgebouw met adres Statiestraat 4 dateert nog maar van 1910. Hiervoor stond het stationsgebouw aan het begin van de Statiestraat, maar het raakte in verval.
Het was een voormalig vorkstation langs spoorlijn 77 (Sint-Gillis-Waas - Zelzate) in de gemeente Moerbeke en spoorlijn 77A vanuit Lokeren tot in Moerbeke-Waas. Sinds het begin in 1867 kon men vanuit Moerbeke naar de drie buurgemeenten sporen. Via Daknam naar Lokeren, via Wachtebeke naar Zelzate en via Klein-Sinaai naar Stekene. In 1960 werd het station gesloten voor reizigersverkeer en tot 2007 was nog jaarlijks goederenvervoer van suikerbieten vanuit West-Vlaanderen naar de suikerfabriek in Moerbeke-Waas. Op 21 december 2007 reed de laatste trein beladen met suikerbieten. Enkele dagen later maakte Iscal Sugar bekend de vestiging te willen sluiten. Spoorlijn 77 is sinds begin mei 2008 officieel buiten dienst gesteld en opgebroken in 2013.
In het begin van de 20ste eeuw vertrok hier tijdelijk een tramlijn naar Nederland. De tramlijn Drieschouwen - Moerbeke werd uitgevoerd door de toenmalige Zeeuwsch Vlaamsche Trammaatschappij.
Na het stopzetten van reizigersverkeer bleef het station nog jaren dienst doen als vertrekplaats voor Lijn-bussen. Het voorportaal van het station diende als wachtlokaal.

## Architectuur nieuw stationsgebouw
Klein landelijk stationsgebouw van één verdieping onder kruisende zadeldaken (pannen) waarvan één met afgewolfd uiteinde. Rode bakstenen gevels op hardstenen plint met brede banden en verbonden booglijsten van gele baksteen. Symmetrisch opgevatte voorgevel bestaande uit twee venstertraveeën aan weerszij van het uitspringende poortrisaliet met verhoogde puntgevel voorzien van een rondboogvormig zoldervenster. Vleugeldeur met driehoekig fronton in een blauwgeschilderde omlijsting uitgespaard middenin een grote beglaasde rondboog. Voorts voornamelijk getoogde muuropeningen. Blauwgeschilderde friezen met opschrift "Moerbeke-Waas". Dakoverstekken met gewitte uitgesneden houten dakrand en gootlijst.

## Beschieting tijdensWOI
Enkele maanden na de inval van Duitse troepen in België werd op 9 oktober 1914 het station beschoten vanuit Eksaarde. Rond die periode was het een veelgebruikte en bijna de enige ontsnappingsroute naar het westen van het land. Een aankomende trein met militairen en vluchtelingen ontspoorde door de aanval. Tijdens onderhandelingen door de Duitse bevelhebber werden vanuit de trein schoten gelost op de Duitse onderhandelaars. Tien Duitse soldaten sneuvelden. Als antwoord schoten de Duitsers terug met kanonnen om overgave af te dwingen. In de trein zaten ongeveer achthonderd burgervluchtelingen die overgedragen werden aan burgemeester Maurice Lippens.

## Renovatie
Sinds 1996 is het stationsgebouw van Moerbeke-Waas een beschermd monument.
Het stationsgebouw werd gerenoveerd na jarenlange leegstand en verval. Het gebouw zelf is omgevormd tot tentoonstellingsruimte. De lokettenzaal werd hierbij in de oorspronkelijke toestand hersteld.
Naast het station werd een nieuwbouw opgetrokken, die de gemeentelijke bibliotheek en een ontmoetingsruimte huisvest. Op 2 december 2011 werd het geheel officieel geopend.

## Galerij

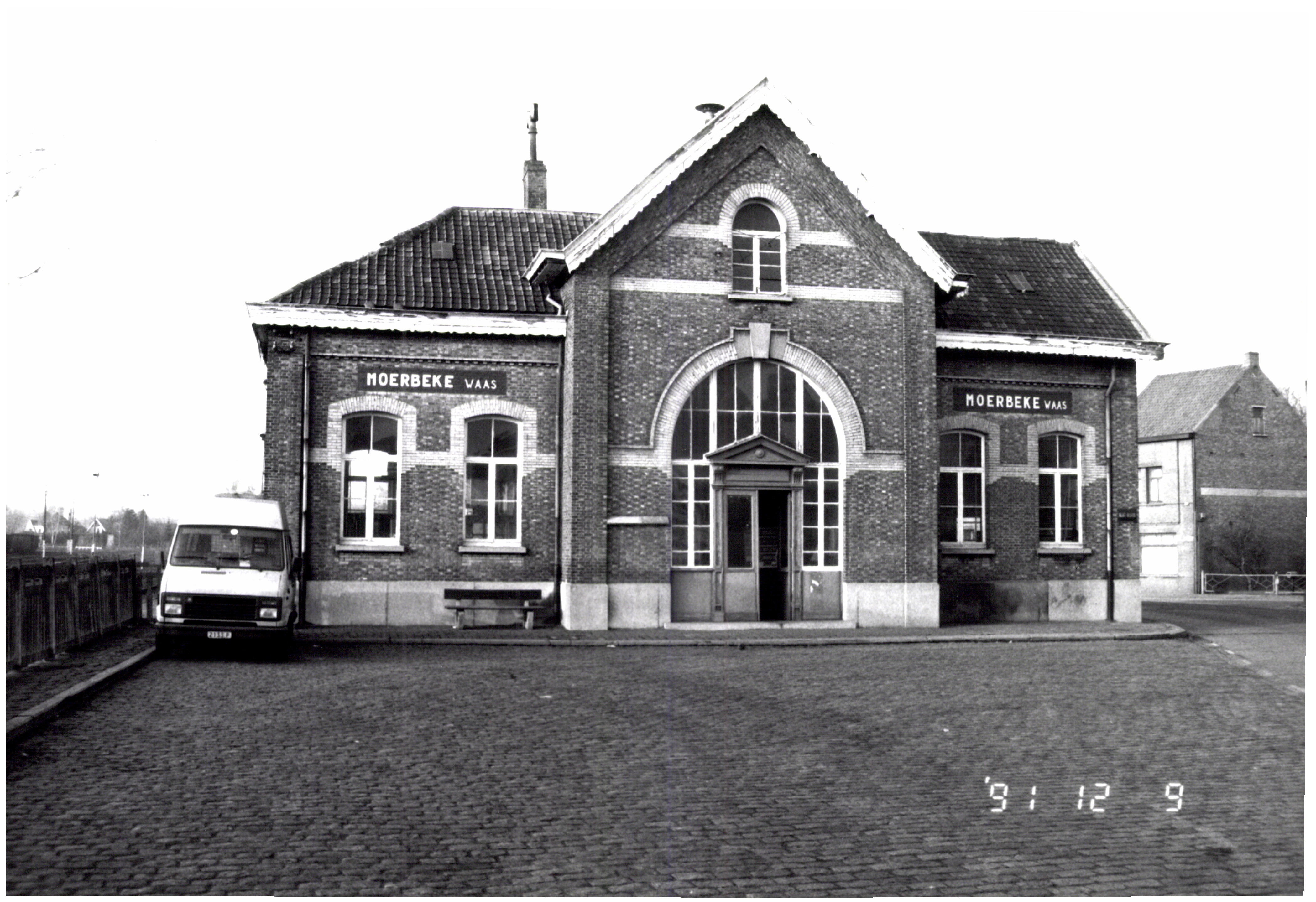
Stationsgebouw anno 1991
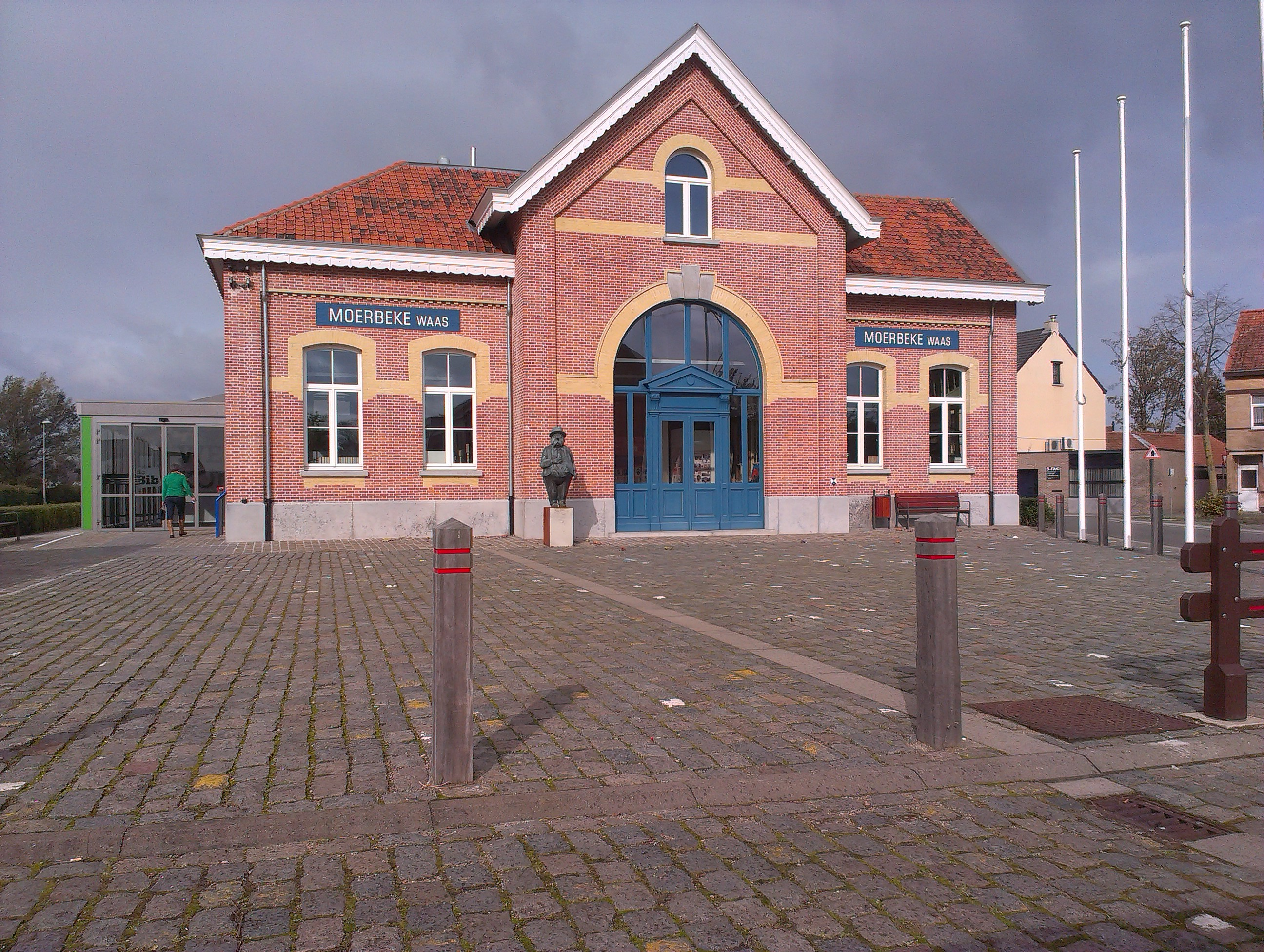
Het gerenoveerde stationsgebouw anno 2014